# São João da Serra
São João da Serra là một đô thị thuộc bang Piauí, Brasil. Đô thị này có diện tích 962,258 km², dân số năm 2007 là 6676 người, mật độ 6,94 người/km².